# 李長春
李 長春（り ちょうしゅん、リー・チャンチュン、1944年2月 - ）は中華人民共和国の政治家。第16期・第17期中国共産党中央政治局常務委員。元中国共産党中央精神文明建設指導委員会主任として思想を主管した。第17期政治局常務委員での序列は第5位。

## 来歴
1965年、中国共産党に入党。1966年にハルビン工業大学電機学部を卒業。1983年に39歳で瀋陽市市長に就任、1986年に遼寧省副省長となる。1990年、河南省省長に転任し、1992年に河南省党委書記に就任。省党委書記在職中、同省で売血によるエイズ感染が爆発的に広まったもののお咎めなく、1998年から広東省党委書記に就任し、同省の経済過熱を抑制。また、江沢民に反対する広東閥の排除に貢献し、朱鎔基の後継として総理に推薦されたが、朱鎔基の反対にあって、総理の座は温家宝に奪われた。
2002年に政治局常務委員に就任してからは、党中央精神文明建設指導委員会主任となり、宣伝部門を率いる。中共史観の見直しを扱った『氷点』週刊停刊問題では胡錦濤と対立した。
第12期中央候補委員、第13期・第14期中央委員、第15中央政治局委員、第16期・第17期中央政治局常務委員。

## 発言
2007年4月27日に訪中した自民党の山崎拓前副総裁、加藤紘一元幹事長らと北京で会談し、その席で中国の軍事費急増の理由について「台湾解放のための装備近代化だ。平和解決が目標だが、武力行使を放棄したわけではない」と発言。これまで中国は軍事費急増について、経済成長に伴う兵士の待遇改善などを根拠としていたが、中国要人が、台湾の武力統一を理由に挙げるのは極めて異例で、軍事費急増が武力行使力増強の為であることを明確に意思表示した発言であった。
2009年3月29日から来日し、日本のマスコミ14社の社長ら首脳と懇談。この席で「良好な世論を作るよう努力してほしい」「メディアは友好関係前進のため重要な責任を負っている」「客観・公正な報道で国民世論が誤った方向に行かないようにしてほしい」と要請した。

## グーグル攻撃の統括者
2010年12月4日の米ニューヨーク・タイムズ紙によると、「ウィキリークス」が公開をした米外交公電により、一連のグーグル攻撃は中国政府が行ったもので、攻撃を統括した李長春と周永康による指示で行われていたことが判明したと伝えられた。

## 外部サイト
- 新華社による履歴

| 先代程維高 | 河南省長1990年 - 1992年 | 次代馬忠臣 |

| 先代全樹仁 | 遼寧省長1987年 - 1990年 | 次代岳岐峰 |

| 先代丁関根 | 中央精神文明建設委員会 主任2002年 - 2013年 | 次代劉雲山 |

| 先代謝非 | 広東省党委書記1998年3月 - 2002年11月 | 次代張徳江 |

| 先代候宗賓 | 河南省党委書記1992年 - 1998年 | 次代馬忠臣 |